# Ellen Hennemann
Ellen Hennemann, verh. Beushausen (* um 1928) ist eine ehemalige deutsche Tischtennisspielerin.

## Werdegang
Ellen Hennemann verschrieb sich von Jugend an dem Tischtennissport. Sie spielte zunächst beim Verein Concordia Bad Nauheim und wechselte 1954 zur Eintracht Frankfurt. Hier gehörte sie bald zu den Leistungsträgern des Vereins. Sie nahm 1952, 1955, 1957, 1958 und 1959 an den Deutschen Tischtennismeisterschaften teil, erreichte aber in dieser Disziplin keinen Medaillenrang. Mit der Damenmannschaft der Frankfurter Eintracht wurde sie vier Mal Deutscher Mannschaftsmeister, und zwar in den Jahren 1952, 1953, 1956 und 1957 in der Besetzung Hilde Bussmann, Ellen Hennemann, Marianne Blumenstein, Annemie Mann und Christel Bischof.
Für diesen vierfachen Gewinn des Mannschaftstitels wurden Ellen Hennemann und die übrigen Mitglieder der Mannschaft am 12. Mai 1957 von Bundespräsident Theodor Heuss mit dem Silbernen Lorbeerblatt ausgezeichnet.
Nach ihrer Heirat hieß sie Ellen Beushausen. Sie lebt heute in Bad Nauheim.